# Nodalla eatoni
Nodalla eatoni là một loài côn trùng trong họ Berothidae thuộc bộ Neuroptera. Loài này được McLachlan miêu tả năm 1898.